# Луговой (Карсунский район)
Луговой — посёлок в Карсунском районе Ульяновской области, входит в состав Карсунского городского поселения.

## География
Находится на расстоянии примерно 5 километров по прямой на юго-восток от районного центра поселка Карсун.

## Население
| 2002 | 2010 |
| ---- | ---- |
| 25   | ↘9   |